# Котик, Валентин Александрович
Валенти́н Алекса́ндрович Ко́тик (укр. Валентин Олександрович Котик 
; 11 февраля 1930, село Хмелёвка, Шепетовский район, Каменец-Подольская область, Украинская ССР, СССР  — 17 февраля 1944, Изяслав, там же) — советский пионер-герой, участник Великой Отечественной войны, партизан-разведчик. Герой Советского Союза (1958, посмертно). Самый молодой (по возрасту) Герой Советского Союза.

## Биография

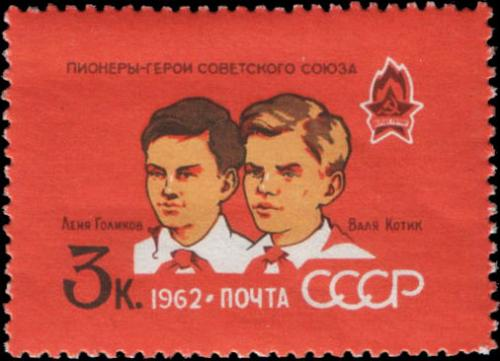
Валентин Котик и Леонид Голиков на марке Почты СССР, 1962 год (подписи к портретам перепутаны

Родился 11 февраля 1930 года в селе Хмелёвка Шепетовского района, Каменец-Подольской (с 1951 года и по настоящее время — Хмельницкой) области Украины в семье служащего.
К началу войны он только перешёл в пятый класс школы № 4 города Шепетовка, но с первых дней войны начал бороться с немецкими оккупантами. Осенью 1941 года вместе с товарищами, устроив засаду, убил главу полевой жандармерии близ города Шепетовки, подорвав гранатой машину, в которой тот ехал. С 1942 года принимал активное участие в партизанском движении на территории Украины. Сначала был связным шепетовской подпольной организации, затем участвовал в боях. С августа 1942 года — в партизанском отряде имени Кармелюка под командованием Ивана Алексеевича Музалёва, был дважды ранен. В октябре 1942 года обнаружил подземный телефонный кабель, который вскоре был подорван, считается, что так была ликвидирована связь захватчиков со ставкой Гитлера. Также внёс свой вклад в подрыв шести железнодорожных эшелонов и складов.
29 октября 1943 года, будучи в дозоре, заметил карательный отряд, собиравшийся устроить облаву на отряд партизан. Убив офицера, поднял тревогу; благодаря его действиям партизаны успели дать противнику отпор.
В бою за город Изяслав 16 февраля 1944 года был тяжело ранен и на следующий день скончался. Первоначально был похоронен в селе Хоровица. Затем в апреле 1944 года прах по просьбе его матери перезахоронили в Шепетовском парке. В 1959 году прах был перенесён на территорию шепетовской школы № 4 (где он учился, в настоящее время это улица Вали Котика[uk], 75).
27 июня 1958 года Валентину Котику присвоено звание Героя Советского Союза (посмертно).

## Награды и премии
- Герой Советского Союза (27 июня 1958);
- Орден Ленина;
- Орден Отечественной войны I степени
- Медаль «Партизану Отечественной войны» II степени.

Все награды являются посмертными.

## Память
- Именем Вали Котика были названы улицы (в городах Бор, Донецк, Екатеринбург, Казань, Калининград, Краснодар, Киев (в 2022 году улица была переименована в Венскую), Кривой Рог, Коростень, Нижний Новгород, Онацковцы, Ровно, Староконстантинов, Шепетовка, Камызяк), пионерские дружины, школы (в Екатеринбурге), теплоход, пионерские лагеря (в Тобольске, Астрахани, Бердске и Нижнем Новгороде,в Брянской обл.) а также пионерский лагерь на озере Яльчик в Республике Марий Эл. В 2022 году улицы Киева, Кривого Рога и Ровно были переименованы[3].
- В 1957 году на Одесской киностудии был снят фильм «Орлёнок», посвящённый Вале Котику и Марату Казею.
- Установлены памятники герою:
  - в Москве в 1960 году на территории Выставки достижений народного хозяйства у входа в павильон № 8 установлен бюст (скульптор Н. Конгисерн);
  - в Шепетовке (Украина) в 1960 году возле кинотеатра им. Островского (скульпторы Л. Скиба, П. Флит, И. Самотос). В конце 1970-х монумент перенесён в сквер им. Вали Котика (возле ЦУМа), где он и находится в настоящее время;
  - в Шепетовке (Украина) на могиле героя на территории школы № 4;
  - в Красилове (укр. Красилів) в Хмельницкой области Украины;
  - в селе Долгое (укр. Довге) в Хустском районе Закарпатской области Украины, снесён в мае 2022 года;
  - в городе Бор;
  - в селе Ягодное близ Тольятти территория бывшего пионерского лагеря «Алые паруса»;
  - в Симферополе на Аллее Героев в Детском парке;

Барельеф Вали Котика на Аллее пионеров-героев (Ульяновск)

  - Барельеф Вали Котика на Аллее пионеров-героев (Ульяновск)В посёлке Чегдомын — 2 (Хабаровский край) у школы № 5.
- В Ташкенте до распада СССР существовал парк имени Вали Котика, после провозглашения независимости Узбекистана парк был переименован в парк имени Зафара Диёра, ныне — парк культуры и отдыха «Локомотив»[4].
- В 2015 году барельеф Вали Котика установлен на Аллее пионеров-героев (Ульяновск)[5].
- Валя Котик послужил прототипом персонажа российско-японско-канадского анимационного фильма в жанре фэнтези «Первый отряд».
- Пионерские дружины носят имя пионера-героя Вали Котика — в средней школе № 4 г. Речицы, пионерская дружина "Ритм" средней школы в аг. Кабаки Березовского района[6].